# Velo-city
Velo-city – seria konferencji i forów o tematyce rowerowej organizowanych początkowo oddolnie przez cyklistów, a od 1983 przez Europejską Federację Cyklistów, której powstanie było owocem obrad konferencji Velo-city.

## Charakter działań
Konferencje stanowią istotne spotkania członków europejskich i pozaeuropejskich ruchów rowerowych, a podczas obrad rodzą się pomysły, wdrażane potem w różnej skali. Spotkania odbywały się corocznie lub co dwa lata do 2010, a od 2010 odbywają się corocznie. Celem działań członków Velo-city jest promowanie roweru jako głównego środka transportu. Cel ten ma zostać osiągnięty w drodze skierowania uwagi na praktyki i działania polityczne państw, w których istnieje silna promocja transportu rowerowego, jak również poprzez wywieranie nacisku na rządy państw narodowych i Unii Europejskiej. Jednym z takich działań było stworzenie Zielonej Księgi Mobilności w Mieście (ang. Green Paper on Urban Mobility) będącej potem podstawą konsultacji unijnych podjętych w 2007 w sprawie miejskiej mobilności. EFC działa także w kierunku przeciwdziałaniu zmianom klimatycznym, a także włącza się w inicjatywy promujące aktywność fizyczną i zdrowy tryb życia. W tym zakresie stworzono projekty Rowerem do pracy i Rowerem do szkoły w ramach unijnego projektu EU Platform on Diet, Physical Activity and Heath. Konferencja podejmuje działania również poza Europą - była w 2007 na Bali w Indonezji członkiem założycielem Globalnego Aliansu dla Ekomobilności (ang. Global Alliance for EcoMobility).

## Miejsca konferencji
Dotychczasowe konferencje odbywały się w następujących miejscach:

1. 1984 – Londyn, Wielka Brytania
2. 1987 – Groningen, Holandia, Planning for the urban cyclist
3. 1989 – Kopenhaga, Dania, How to make people use the bicycle
4. 1991 – Mediolan, Włochy, The bicycle: improving mobility and the environment in our cities
5. 1992 – Montreal, Kanada
6. 1993 – Nottingham, Wielka Brytania
7. 1995 – Bazylea, Szwajcaria, The bicycle, symbol of sustainable transport
8. 1996 – Fremantle, Australia
9. 1997 – Barcelona, Hiszpania
10. 1999 – Graz (Austria) i Maribor (Słowenia)
11. 2001 – Edynburg i Glasgow, Szkocja
12. 2003 – Paryż, Francja, The bicycle as an essential tool for winning the city back
13. 2005 – Dublin, Irlandia, Delivering the vision
14. 2007 – Monachium, Niemcy, From vision to reality
15. 2009 – Bruksela, Belgia, Re-cycling cities
16. 2010 – Kopenhaga, Dania, Different gears same destinations
17. 2011 – Sewilla, Hiszpania, The cycle of life
18. 2012 – Vancouver, Kanada, Cities in Motion
19. 2013 – Wiedeń, Austria, The Sound of Cycling – Urban Cycling Cultures
20. 2014 – Adelajda, Australia, Celebration of Cycling
21. 2015 – Nantes, Francja, Cycling: Future Maker
22. 2016 – Tajpej, Tajwan, Evolution of Cycling
23. 2017 – Arnhem i Nijmegen, Holandia Freedom of Cycling
24. 2018 – Rio de Janeiro, Brazylia, Access to Life
25. 2019 – Dublin, Irlandia, Cycling for the Ages[2]
26. 2020 – Ljubljana, Słowenia, Smart Cycling Inclusion[3] przesunięta do 2022 r. z powodu epidemii Covid 19
27. 2021 – Lizbona, Portugalia, Cycle Diversity[4]
28. 2022 – Ljubljana, Słowenia, Cycling the Change[3]
29. 2023 – Lipsk, Niemcy, "Leading the Transition"
30. 2024 – Gandawa, Belgia, "Connecting through Cycling"
31. 2025 – Gdańsk, Polska, "Energizing Solidarity"

Konferencja planowana:
1. 2026 - Rimini, Włochy
2. 2027 - Matsuyama, Japonia
3. 2028 - Genewa, Szwajcaria

## Galeria

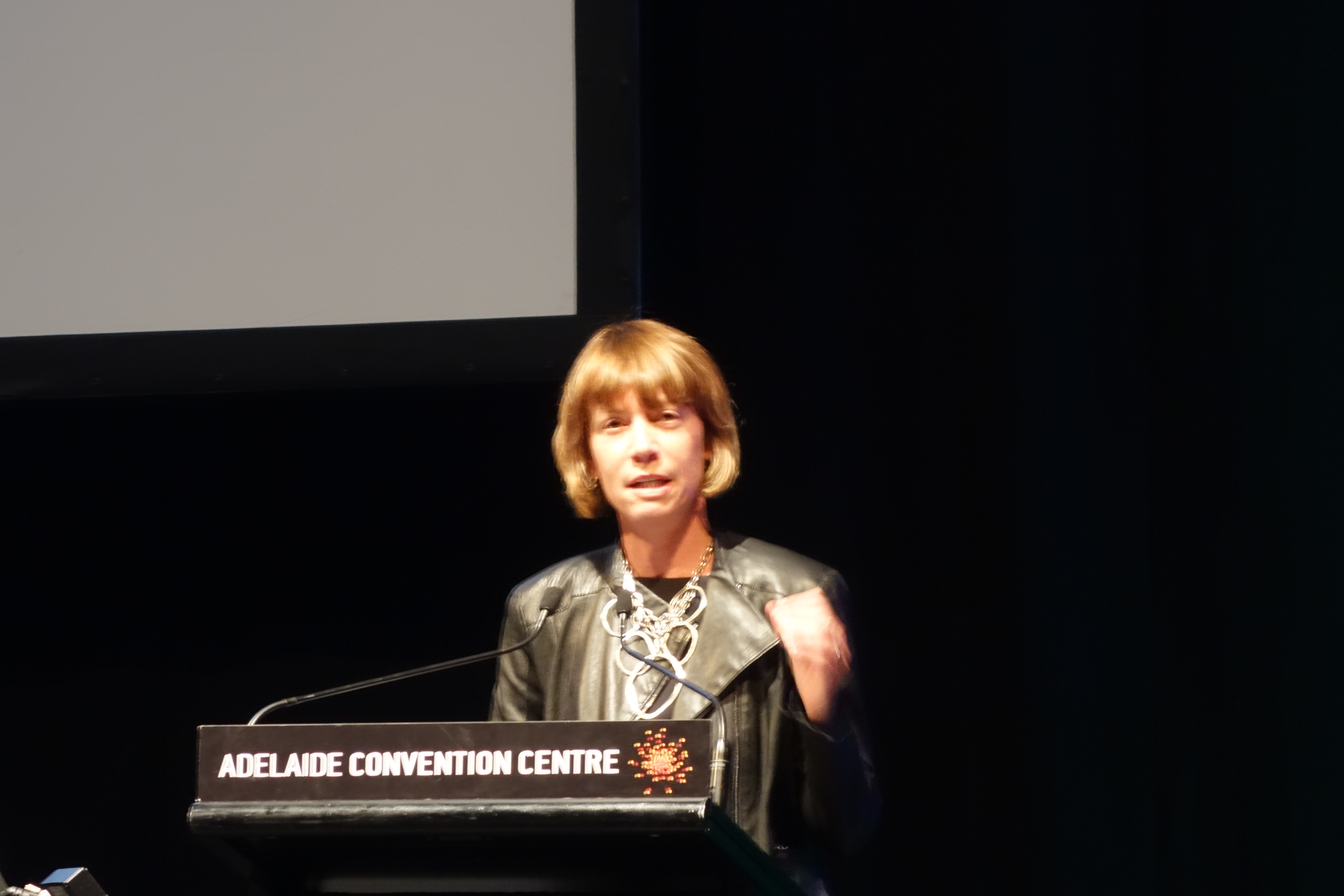
Janette Sadik-Khan przemawia na konferencji w 2014 (Adelajda)
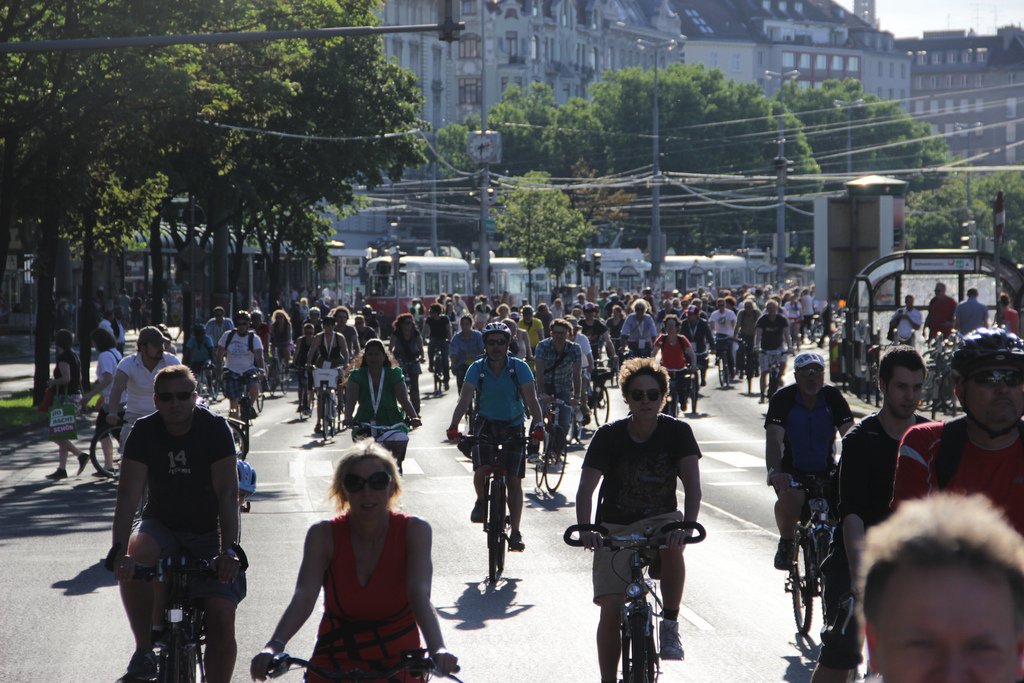
Przejazd ulicami Wiednia podczas konferencji w 2013 (4200 uczestników)